# Sévry
Sévry é uma comuna francesa na região administrativa do Centro, no departamento Cher. Estende-se por uma área de 9,5 km². Em 2010 a comuna tinha 62 habitantes (densidade: 6,5 hab./km²).